# An-Nászir Haszan egyiptomi szultán

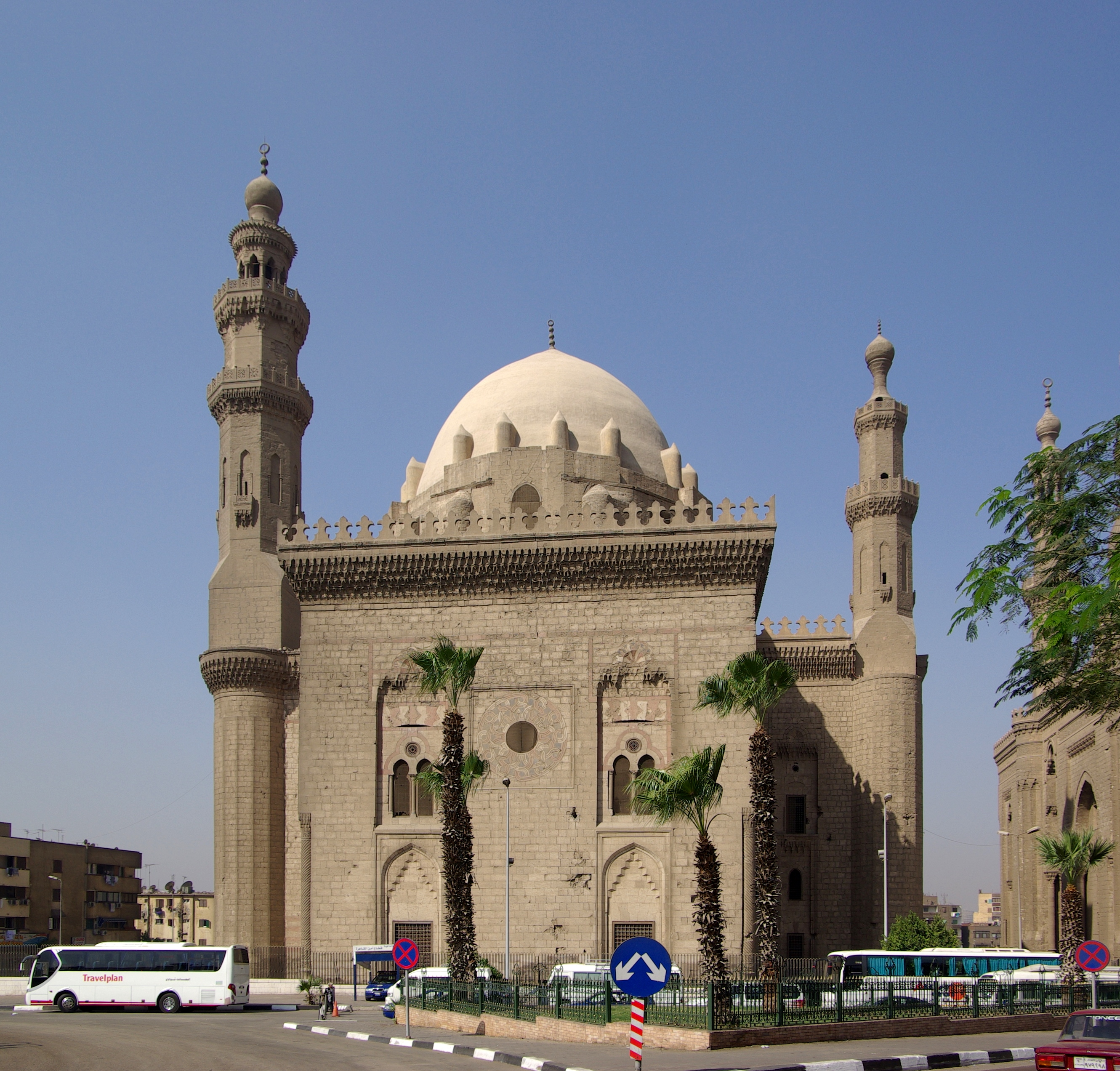
A kairói Haszan szultán-mecset

An-Nászir Haszan, trónra lépése előtt Badr ad-Dín Abu l-Maáli Haszan ibn an-Nászir Muhammad (1336 k. – Egyiptom, Kairó, 1361 márciusa) an-Nászir Muhammad fia, az egyiptomi türk (elterjedt, de pontatlan elnevezéssel bahri) mamlúkok tizenkilencedik szultánja, egyben az 1382-ig uralkodó kalávúnida dinasztia tizedik tagja volt (uralkodott először 1347 decemberétől 1351 augusztusáig, majd 1354 októberétől haláláig). Teljes titulusa al-Malik an-Nászir („a győzedelmes király”).

## Életútja

### Első uralkodása
Azután került trónra – hetedikként Muhammad szultán nyolc fia közül –, hogy féltestvérét, al-Muzaffar Háddzsit meggyilkolták az elégedetlenkedő cserkesz mamlúkok. Amikor megszerezte a szultánságot, alig tizenegy éves volt, így – miután az addig szokásos hűségeskü (bajaa) helyett pusztán hűségi szerződést (hilf) kötöttek vele az előkelőségek – egy kilenctagú régenstanács kormányzott helyette. Ennek vezéregyéniségei apja háztartásának veteránjai voltak: Sajhún al-Umari, illetve egy testvérpár, Mandzsak al-Júszufi és Bajbuga Urúsz. Ebben az időben csapott le a birodalomra a nagy pestisjárvány: 1347 nyarán ért Szíriába, ahonnan 1348-ra terjedt át Egyiptomra, ahol 1349-ig dühöngött. A pestis ezentúl rendszeresen visszatért a Nílus völgyébe, hatalmas pusztítást végbevíve, megrendítve  a szultánság gazdaságát, tovább rontva a politikailag instabil helyzetet.
A még mindig meglehetősen fiatal, de a nagykorúságát hivatalosan már elért uralkodó 1350. december 25-én, míg Bajbuga zarándoklaton, Sajhún pedig vadászaton volt, letartóztatta Mandzsakot, de ahhoz nem volt ereje, hogy a többi előkelőség felett is befolyást szerezzen. Az elégedetlenkedők (egy Táz és egy Minkali nevű emír) végül 1351 augusztusában lemondatták, és egy nála három évvel idősebb féltestvérét, asz-Szálih Szálihot ültették trónra, akit azonban 1354. október 20-án letettek a trónról, és Sajhún főparancsnok és Szargitmis/Szargatmus emír jóvoltából ismét Haszan lett a szultán.

### Második uralkodása

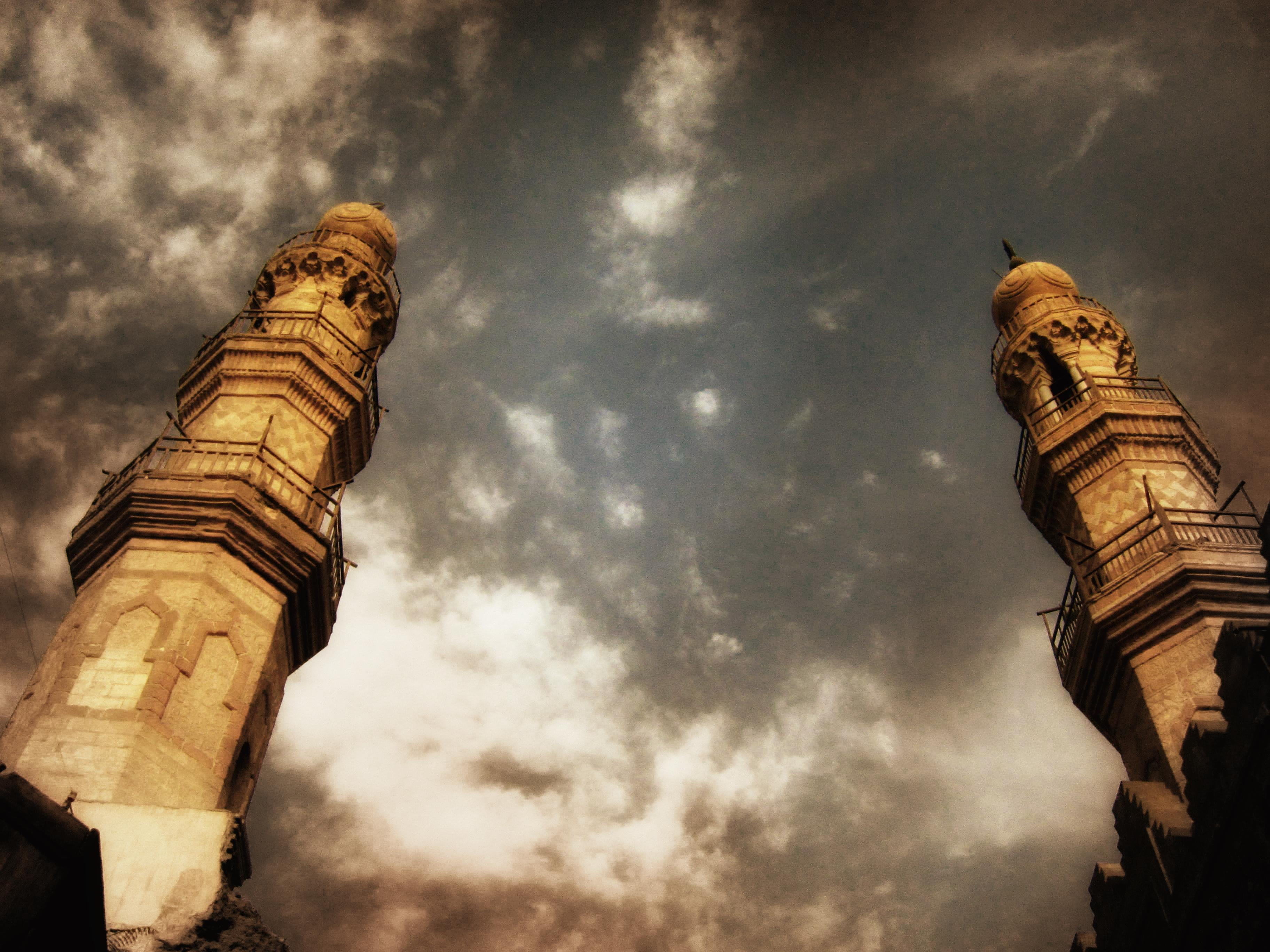
A főparancsnok, Sajhu vagy Sajhún mecsetének és mauzóleumának minaretje

Haszan második országlása, ha hosszabb ideig is tartott, szintén sem volt sikeres. Sajhún 1357-es halála után Szargitmis befolyása nőtt meg jelentősen, aki 1358-ban megpróbálta letenni a szultánt, ám Haszan értesült a tervről, és az augusztusban kitörő kairói utcai harcokban saját mamlúkjai diadalmaskodtak. Szargitmist Alexandriába vitték, ott is halt meg fogságban. A szultán ezt követően kezdhetett hozzá az új hatalmi bázis kiépítéséhez. A korábbi esetektől eltérően ez nem pusztán a saját mamlúkok előtérbe helyezését jelentette. Haszan nagy szerepet szánt az addig állami karriert szinte sosem befutó mamlúkfiaknak (aulád an-nász, szó szerint az „emberek fiai”), saját gyermekeinek, több eunuchnak, sőt nőknek is. Hívei számos kisebb-nagyobb emírséget kaptak, például szíriai kormányzóságokat. Az új berendezkedés természetesen kiváltotta a mamlúkok ellenállását, és az elégedetlenkedők élére a szultánnak köszönhetően szép karriert befutó Jalbuga l-Umari állt. Haszan ezúttal is megpróbált lecsapni a konspirátorokra, de ezúttal kudarcot vallott: híveit leverték, őt pedig, miközben beduin öltözetben próbált menekülni, elfogták és Jalbuga parancsára lefejezték 1361. március 17-én.
Utódául tizenhat éves unokaöccsét, al-Muzaffar Háddzsi fiát, al-Manszúr Muhammadot nevezték ki, aki Jalbuga irányítása alatt állt.